# Spathogyna fezi
Spathogyna fezi е вид охлюв от семейство Hydrobiidae. Видът е застрашен от изчезване.

## Разпространение
Разпространен е в Испания.